# نذير سرحان
نذير سرحان (1950 - 1993) هو مؤلف مسرحي وممثل سوري.
ولد سرحان في حارة الجورة في باب توما عام 1950 وانطلق من مسرح الضوء الذي أسسه صديقه الفنان عباس النوري في الحارة، والذي ذاع صيته وانضم إليهم ابن حارتهم علي كريم، وما لبثت أن اتسعت الفرقة وأصبحت تقدم مسرحيات على مسرح الجامعة.
أعجب بأدائه المخرج فواز الساجر وتنبأ له بمستقبل كبير، وواصل نذير سرحان العمل في مسرح الجامعة رغم معارضة والده.

## من أعماله

### التأليف
- مسلسل يوميات مرحة.

### التمثيل

#### الأعمال التلفزية
- 1980: مسلسل الهراس.
- 1984: مسلسل المجنون طليقا.
- 1988: مسلسل حارة نسيها الزمن.
- 1990: مسلسل يوميات مرحة.
- 1991: مسلسل الخشخاش.
- مسلسل الوسيط.
- مسلسل البيادر.
- مسلسل أبو كامل.
- مسلسل الدروب القصيرة.
- مسلسل لك يا شام.
- مسلسل جريمة في الذاكرة.
- مسلسل غدر الزمان.
- مسلسل أبناء وأمهات (توفى قبل إكمال تصوير العمل).
- السهرة تلفزيونية (سمر) إخراج سليم صبري.

### السينما
- 1980: حب الحياة.

## وفاته
بعد إصابته بنوبة قلبية توفي على أثرها يوم 19 اكتوبر 1993.
اصيب بجلطة قلبية مفاجئة ادت إلى دخوله في غيبوبة ثم وفاته، وكانت وفاته صدمة قوية للوسط الفني بصفه عامه ولاصدقائه المقربين بصفه خاصه الذين انهاروا بالبكاء في مستشفى الاسد الجامعي اثناء تشييع جنازته توفي نذير عن عمر 43 عاماً قضى منها 17 عاماً بالفن لم يقدم خلالها كل مالديه من طاقات تمثيليه كبيرة ولم ياتي بروزه وبزوغ نجمه الا قبل وفاته بثلاث سنوات فقط.